# Linda Zecziri
Linda Zecziri, bułg. Линда Зечири (ur. 27 lipca 1987 w Sofii) – bułgarska badmintonistka, uczestniczka igrzysk olimpijskich w Rio de Janeiro, medalistka mistrzostw Europy. 

## Życiorys
Została brązową medalistką mistrzostw Europy z 2012 roku w grze pojedynczej kobiet. Jako juniorka zdobyła brąz na mistrzostwach Europy juniorów w 2005 roku w grze pojedynczej. Uczestniczyła także w igrzyskach Europejskich w 2015 roku. Zdobyła kwalifikację na igrzyska olimpijskie w 2016 roku. Wzięła udział w rywalizacji pojedynczej kobiet. Znalazła się w grupie ze Szwajcarką Sabriną Jaquet oraz Brytyjką Kirsty Gilmour. Wyszła z grupy, wygrywając spotkania z oboma rywalkami, zaś w 1/8 finału przegrała z reprezentantką Korei Południowej Sung Ji hyun. 